# میرکو بومن
میرکو بومن (به انگلیسی: Mirko Boman) (زاده ۱۱ دسامبر ۱۹۲۶-درگذشته ۳۰ اوت ۲۰۱۳) بازیگر اهل کرواسی بود.
از فیلم‌های معروف او می‌توان به بازی در آخرین مرتدان اشاره کرد.